# Dubovce
Dubovce (in ungherese Farkashelyvidovány) è un comune della Slovacchia facente parte del distretto di Skalica, nella regione di Trnava.